# Placówka Straży Granicznej II linii „Kobyla Góra”
Placówka Straży Granicznej II linii „Kobyla Góra” – jednostka organizacyjna Straży Granicznej pełniąca służbę ochronną na granicy polsko-niemieckiej w okresie międzywojennym.

## Formowanie i zmiany organizacyjne
Rozporządzeniem Prezydenta Rzeczypospolitej Polskiej Ignacego Mościckiego z 22 marca 1928 roku, do ochrony północnej, zachodniej i południowej granicy państwa, a w szczególności do ich ochrony celnej, powoływano z dniem 2 kwietnia 1928 roku  Straż Graniczną.
Od 1928 przy komisariacie SG „Gola” funkcjonował podkomisariat „Kobyla Góra”. W jego strukturze funkcjonowała placówka II linii „Kobyla Góra”.
Rozkazem nr 11 z 9 stycznia 1930 roku  o reorganizacji Wielkopolskiego Inspektoratu Okręgowego komendant Straży Granicznej płk Jan Jur-Gorzechowski ustalił numer i organizację samodzielnego już komisariatu SG „Kobyla Góra”. Placówka Straży Granicznej II linii „Kobyla Góra” znalazła się w jego strukturze.